# Euscheloribates pembertoni
Euscheloribates pembertoni är en kvalsterart som först beskrevs av Arthur P. Jacot 1934.  Euscheloribates pembertoni ingår i släktet Euscheloribates och familjen Scheloribatidae. Inga underarter finns listade i Catalogue of Life.